# 大衛·希利拿
大衛·希利拿（英語：David Hillier；1969年12月18日—）是英國前職業足球運動員，現為西英格蘭大學奧爾蒙茲伯橄欖球聯盟經理。
從1988年的開始成為中場球員，直到2003年，代表過英超聯賽阿仙奴。他還效力甲英格蘭足球甲級聯賽的朴茨茅斯，布里斯托爾流浪者。他還有1次被徵召英格蘭U21足球代表隊。

## 球會生涯

### 阿仙奴
1984年1月加盟阿仙奴青年軍。後來，他成為了一名學徒，並在1988年2月轉為職業選手;1988年青年足總杯希利拿成為隊長協助阿仙奴決賽中擊敗唐卡斯特流浪者。他發展到球隊的預備隊，1990年9月25日，對李斯特城的聯賽杯比賽成為他的首次出場機會。
大衛·希利拿，雖然不是球隊第一選擇，但在1991-92那個賽季，共出場16次，阿仙奴奪得英格蘭足球甲級聯賽冠軍。之後的兩個賽季大衛·希利拿變得更加有規律出場;他在1992-93出場43場比賽。然而，臨近賽季結束患了腿傷，意味著他錯過了聯賽杯和足總杯決賽。
另一個傷病迫使大衛·希利拿缺席1994年歐洲優勝者杯對帕爾馬的勝利。1995年雖然無受傷病困擾，但歐洲優勝者杯決賽1-2薩拉戈薩。
1996年秋季，大衛·希利拿被放到轉會名單上。共打了142場比賽攻入2球。

### 之後職業生涯
大衛·希利拿以250,000英鎊加盟朴茨茅斯，鞏固自己一個主力位置，在兩年半的時間裡打了61場比賽的龐培，他於2002年宣布。2003年退休。

## 外部連結
- Profile at Arsenal.com